# WrestleMania XXIV

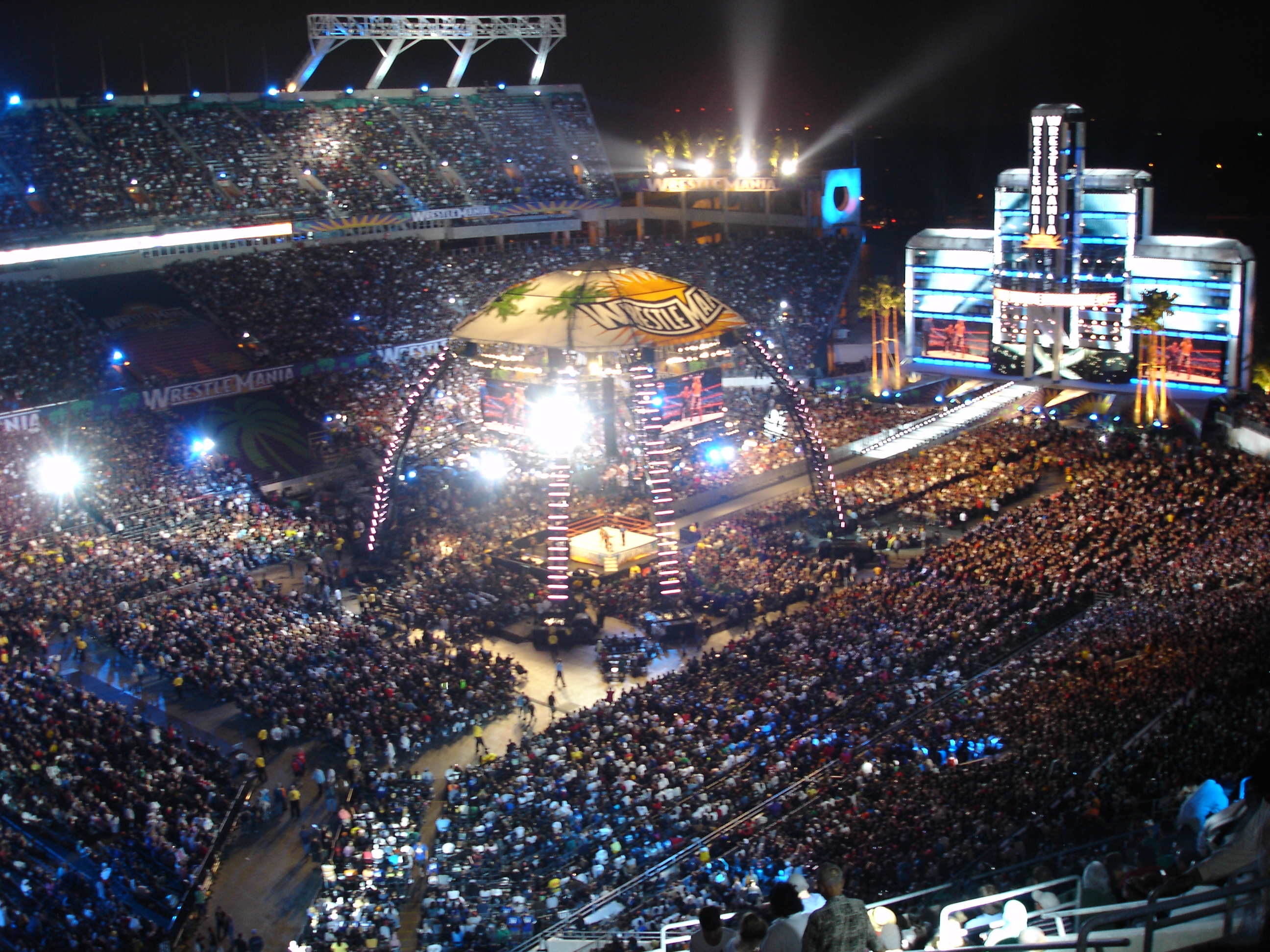
Rekordowa publiczność 74,635 osób na Citrus Bowl na WrestleManii XXIV

WrestleMania XXIV – profesjonalna gala PPV. To największa gala wyprodukowana przez WWE. Odbyła się 30 marca 2008 na Citrus Bowl w Orlando na Florydzie. We Wrestlemani XXIV brały udział 3 rostery: RAW, SmackDown!, ECW.

## Wyniki walk
| #       | Rezultaty                                                                                          | Rodzaj meczu                                                    | Czas  |
| ------- | -------------------------------------------------------------------------------------------------- | --------------------------------------------------------------- | ----- |
| WWE.com | Kane wygrał 24-man battle royal                                                                    | 24-man interpromotional battle royal                            | 06:50 |
| 1       | JBL pokonał Finlay (z Hornswoggle)                                                                 | Belfast Brawl                                                   | 08:35 |
| 2       | CM Punk pokonał Sheltona Benjamina, Chrisa Jericho, M.V.P., Carlito, Mr. Kennedy i Johna Morrisona | Money in the bank Ladder match                                  | 13:55 |
| 3       | Batista pokonał Umagę                                                                              | Battle of Brand Supermacy (przegrany idzie do brandu wygranego) | 07:06 |
| 4       | Kane pokonał Chavo Guerrero (c)                                                                    | Singles match o ECW Championship                                | 00:09 |
| 5       | Shawn Michaels pokonał Rica Flaira                                                                 | Carrer Threatening match                                        | 20:23 |
| 6       | Beth Phoenix & Melina (z Santino Marella) pokonali Marię & Ashley                                  | Playboy BunnyMania Lumberjack match                             | 05:56 |
| 7       | Randy Orton (c) pokonał Triple H i Johna Cenę                                                      | Triple Threat match o WWE Championship                          | 14:09 |
| 8       | Floyd Mayweather Jr. pokonał The Big Showa                                                         | No Disqualification                                             | 11:36 |
| 9       | The Undertaker pokonał Edge'a (c)                                                                  | Singles match o World Heavyweight Championship                  | 23:50 |